# Kym Valentine
Kym Valentine (Blacktown, New South Wales, 24 mei 1977) is een Australisch actrice.
Valentine was op vijfjarige leeftijd te zien in een commercial voor een fastfoodketen. Op elfjarige leeftijd speelde ze in enkele afleveringen van de soap Home and Away. In 1992 speelde ze de rol van Lisa Kennedy in de serie My Two Wives. De doorbraak kwam er twee jaar later wanneer ze Libby Kennedy ging spelen in de Australische soap Neighbours. Ze speelde deze rol van 1994 tot 2004. In 2007 keerde ze terug om haar rol weer op te nemen. Tijdens een vliegreis in juli 2008 kreeg ze een klaplong ten gevolge van een longontsteking. Tijdens haar herstel werd haar rol in Neighbours tijdelijk overgenomen door actrice Michala Banas. Vanaf 2009 heeft Valentine haar rol van Libby weer opgenomen.
Valentine is gescheiden van singer-songwriter Fabio Tolli. Ze hebben een dochter, Millana Valentine Tolli, geboren op 21 augustus 2003.